# Pollo arvejado
El pollo arvejado es un guiso típico de la gastronomía chilena elaborado con pollo y arvejas como ingredientes principales. Suele ser acompañado con arroz, papas fritas o puré de papas.

## Origen
El pollo arvejado tiene sus raíces en la cocina tradicional chilena y ha sido parte del patrimonio culinario del país durante siglos. Se cree que esta receta nació de la combinación de influencias indígenas y españolas en la época colonial. Las arvejas fueron introducidas en Chile por los españoles, mientras que el pollo fue un alimento básico en la dieta de los pueblos indígenas. Con el paso del tiempo, se convirtió en un plato popular en todo el país, y en la actualidad es uno de los platos más emblemáticos de la cocina chilena.

## Descripción
Esta preparación es muy saludable, ya que se utiliza una carne de bajo contenido graso en combinación con verduras de distintos tipos, lo que la hace apropiada para el consumo de todo tipo de personas. El pollo es una excelente fuente de proteínas magras, mientras que las arvejas aportan fibra y vitaminas esenciales. Además, esta receta suele contener verduras tales como la zanahoria, que es rica en antioxidantes y vitamina A. También está cargada de vitaminas B3, B12, C y E, que son fundamentales para el buen funcionamiento del organismo. Aporta minerales como el calcio y fósforo, que favorecen la salud ósea.
Se puede acompañar con arroz, puré de papas, papas cocidas, papas fritas o también de una ensalada.